# Henrique Santos (atleta)
Henrique Santos (21 de março de 1908 – 23 de julho de 1981) foi um atleta de fundo português. Ele competiu nos 3000 metros com obstáculos nos Jogos Olímpicos de Verão de 1928.